# Joseph Fouché

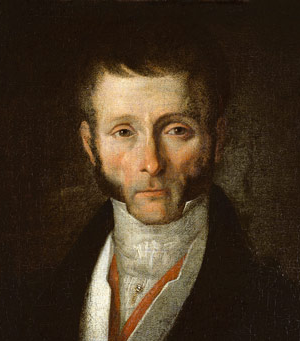
Joseph Fouché

Joseph Fouché (* 21. Mai 1759 in Le Pellerin, nahe Nantes; † 26. Dezember 1820 in Triest) war ein französischer Politiker während der Zeit der Revolution und Polizeiminister im Kaiserreich und in der Restauration. 1809 wurde er zum duc d’Otrante (Herzog von Otranto) ernannt.

## Jugend und Beginn der politischen Tätigkeit
Fouché wurde als Sohn eines Kapitäns der Handelsmarine geboren und besuchte das Seminar der Oratorianer in Nantes. Vorübergehend trat er in den Orden ein, empfing aber nur die niederen Weihen. Später unterrichtete Fouché Logik in Vendôme und war 1788 Physiklehrer in Arras. Hier lernte er Maximilien de Robespierre und dessen Schwester Charlotte (1760–1834) kennen. Mit ihr soll sich Fouché beinahe verlobt haben. Bei Ausbruch der Französischen Revolution ließ er sich wieder in Nantes nieder und wurde Mitglied der Gesellschaft der Verfassungsfreunde (Société des amis de la Constitution).

## Revolutionszeit
1792 wurde er als Abgeordneter des Départements Loire-Atlantique in den Konvent gewählt und schloss sich der radikalen Bergpartei an. Am 17. Januar 1793 stimmte Fouché für die Hinrichtung Ludwigs XVI. (1754–1793). Da er als Redner nicht sonderlich in Erscheinung trat, ließ „er sich lieber in die Ausschüsse und Kommissionen wählen, wo man Einsicht in die Verhältnisse, Einfluss auf die Geschehnisse im Schatten gewinnt“ (Stefan Zweig).
Am 8. März 1793 wurde er zum Berichterstatter über die Verstaatlichung aller Bildungseinrichtungen bestimmt. Noch im selben Monat erhielt er den Auftrag, Rekruten im Département Mayenne und in seinem Heimatdepartement auszuheben. Anschließend wurde er zuerst nach Nantes, dann in die Départements des Zentrums geschickt, um hier den Royalismus und die gemäßigte republikanische Gesinnung zu unterdrücken und Streitkräfte gegen den Aufstand der Vendée, später auch gegen einen Aufstand in Lyon zu organisieren. Im Département Nièvre forderte er die Priester zur Eheschließung auf, verbot jede religiöse Handlung außerhalb der Kirchen und ordnete die Zerstörung der Kreuze und Kreuzwege an.
Im November 1793 wurde er mit Collot d’Herbois und Georges Couthon nach Lyon gesandt, denn in der Stadt war es zu einem monarchistischen Aufstand gekommen. Gemeinsam sollten sie dort den erneuten Versuch einer Gegenrevolution verhindern. Die Truppen des Nationalkonventes gingen mit aller Härte vor. Unter anderem wurden Häuser von „Gegnern der Revolution“ abgerissen. Eine Kommission unter Fouchés Vorsitz zeichnete für ca. 1600 Todesurteile verantwortlich. Fouché wurde später auch als Mitrailleur de Lyon („Schlächter von Lyon“) bezeichnet.
Da Fouché die atheistische Richtung der Hébertisten unterstützte, geriet er in Konflikt mit Robespierre. Einer der Auslöser war sicherlich die Wahl von Fouché zum Präsidenten des Jakobinerklubs im Mai 1794. Robespierre griff ihn daraufhin als Atheisten an, bezeichnete ihn als „Haupt der Konspiration“ (10. Juni 1794) und ließ ihn aus dem Jakobinerclub ausschließen.

## Sturz Robespierres
Tatsächlich war Fouché im Hintergrund der Drahtzieher, der versuchte, die verschiedenen Teile der Opposition gegen Robespierre zusammenzubringen. Am 9. Thermidor (27. Juli 1794) wirkte er zusammen mit Collot d’Herbois, Jean Lambert Tallien und Bertrand Barère am Sturz und der anschließenden Hinrichtung Robespierres mit. Offiziell war er an den Ereignissen nicht beteiligt, erschien erst am 10. Thermidor wieder im Konvent und setzte sich auf seinen alten Platz bei der Bergpartei.
Die Richtung der neuen Regierung passte Fouché allerdings nicht: Die Nähe des Direktoriums zur jeunesse dorée und den korrupten Armeelieferanten erschien als Rechtsruck und Verrat an den Idealen der Revolution. Er verbündete sich mit Gracchus Babeuf, einem sozialistischen Agitator und Journalisten. Unter dessen Führung kam es zum erfolglosen Aufstand des 12. Germinals (1. März 1795). Babeuf wurde hingerichtet, sein Hintermann Fouché auf Befehl des Konvents im August 1795 verhaftet, jedoch durch die allgemeine Amnestie nach dem Vendémiaire-Aufstand kraft des Dekrets des 3. Brumaires des Jahres IV (25. Oktober 1795) wieder freigelassen. Er lebte nun eine Zeit lang zurückgezogen und ärmlich im Tal von Montmorency.
Fouché war am Staatsstreich des 18. Fructidors (4. September 1797) beteiligt, aufgrund dessen der bisherige Meinungsführer des Direktoriums, Carnot, fliehen musste und Paul de Barras die Macht übernehmen konnte. Wohl aus Dankbarkeit verschaffte Barras ihm daraufhin die Ernennung zum Gesandten bei der Cisalpinischen Republik. Da er aber hier in Gemeinschaft mit dem General Brune einen völligen Umsturz der Verfassung versuchte, wurde er schon nach wenigen Tagen wieder abberufen, 1799 nach Den Haag gesandt und im September von Barras und Sieyès zum Polizeiminister ernannt.

## Polizeiminister unter Bonaparte

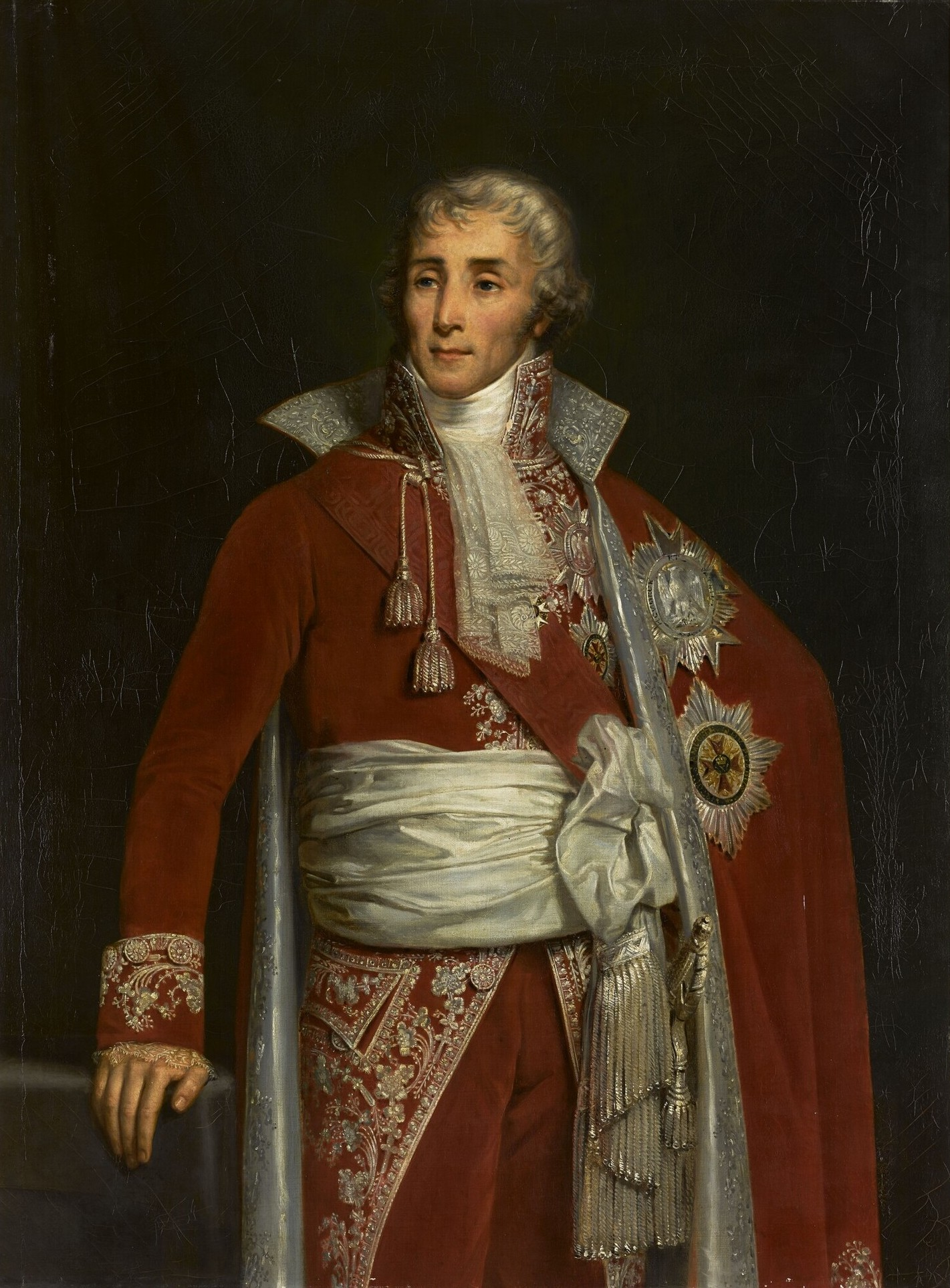
Fouché in der Galauniform des Polizeiministers, Gemälde von Claude Marie Dubufe

In dieser Funktion unterstützte er Napoleon Bonaparte beim Staatsstreich des 18. Brumaire VIII und machte sich in der Folgezeit für den Ersten Konsul Bonaparte unentbehrlich. Er organisierte ein ausgedehntes Spionagesystem über alle Klassen der Gesellschaft, die Familie des Ersten Konsuls nicht ausgenommen, und unterhielt es hauptsächlich mit den Erträgen der Spielpacht, wobei er sich auch selbst bereicherte. Als Fouché sich der Verleihung des lebenslangen Konsulats an Napoleon widersetzte und dem Senat eine Begrenzung der Amtszeit auf zehn Jahre vorschlug, schaffte Napoleon das Polizeiministerium im September 1802 ab; zur Entschädigung erhielt Fouché die Senatorie von Aix und die Hälfte des von ihm gesammelten Polizeireservefonds, rund 2.400.000 Francs.

Wappen Fouchés im Jahr 1808: Das blaue Freiviertel mit dem goldenen Löwenkopf weist auf den Rang des Inhabers als Graf in der noblesse impériale hin.

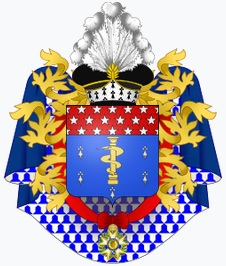
Wappen Fouchés als Herzog von Otranto

Nach der Selbstkrönung Napoleons zum Kaiser 1804 benötigte dieser wieder einen fähigen Polizeiminister und richtete daher das Polizeiministerium erneut ein. Die Ungeschicklichkeit seiner Nachfolger in der Polizeiverwaltung verschaffte Fouché am 10. Juli 1804 wiederum den Ministerposten. 1808 wurde er in der noblesse impériale zum Grafen und nach der erfolgreichen Verteidigung Antwerpens 1809 zum Herzog von Otranto mit einer beträchtlichen Ausstattung an Gütern ernannt. Da er sich den unaufhörlichen Eroberungskriegen des Kaisers widersetzte und auf eigene Faust geheime Unterhandlungen mit England führte, fiel er bei Napoleon in Ungnade und wurde am 3. Juni 1810 erneut abgesetzt.
Fouché verbrannte oder versteckte alle wichtigen Papiere seines Ministeriums, um seinen Nachfolger Savary in Verlegenheit zu bringen. Als der Kaiser ihn dafür zur Rechenschaft ziehen wollte, floh Fouché in die Toskana und verbarg sich dort eine Zeit lang. Aufgrund der Fürsprache durch Elisa Bonaparte erhielt er die Erlaubnis, sich zunächst auf seine Güter in Aix zu begeben, und 1811 durfte er nach Paris zurückkehren.
Da Napoleon ihm misstraute, wurde Fouché 1813 erst als Generalgouverneur der Illyrischen Provinzen nach Laibach versetzt, dann nach Rom und schließlich als französischer Gesandter in das Königreich Neapel geschickt. Trotzdem gelang es ihm, gegen den Kaiser zu konspirieren, den er durch eine Regentschaft von dessen Frau Marie Louise, Mutter des Thronfolgers Napoleon II., ersetzen wollte.
Nach der Abdankung Napoleons und der Wiedereinsetzung der Bourbonen 1814 schloss sich Fouché diesen sogleich an.

## Die 100 Tage
Noch während Joseph Fouché offiziell den zurückgekehrten König Ludwig XVIII. unterstützte, wurden auch die Umtriebe zur Rückkehr Napoleons von Elba von ihm stillschweigend gefördert.
Der nach Paris zurückgekehrte Kaiser brauchte Verbündete, aber viele ehemalige Generale und Minister weigerten sich, seinem Ruf zu folgen; Talleyrand blieb beim Wiener Kongress. Napoleon sah sich zu seiner eigenen Sicherheit genötigt, das Polizeiministerium wiederum Fouché zu übertragen. Dieser begann – wohl in der Gewissheit, dass diese Herrschaft Napoleons nicht lange dauern würde – sofort mit den Liberalen im Innern, mit Ludwig XVIII. in Gent und mit dem österreichischen Kanzler Metternich zu konspirieren, um sich für alle Fälle abzusichern.
Am 23. Juni 1815, nach der erneuten Abdankung Napoleons, von der Kammer zum Vorsitzenden der provisorischen Regierung ernannt, bereitete Fouché die zweite Restauration der Bourbonen vor.

## Polizeiminister der Monarchisten
Fouché wurde Polizeiminister auch der neuen Regierung und ächtete durch die Ordonnanz vom 26. Juli 1815 einen Teil der Parteigänger Napoleons bei dessen Rückkehr. Doch weder Monarchisten noch Republikaner vertrauten ihm noch und er wurde von allen Seiten angefeindet. Eine Zeit lang gelang es ihm noch im Amt zu bleiben, aber als „Königsmörder“ (régicide) besonders von den Royalisten heftig angegriffen, sah sich Ludwig XVIII. genötigt, ihn im September 1815 zu entlassen und als französischen Gesandten nach Dresden ins Königreich Sachsen zu schicken.

## Tod

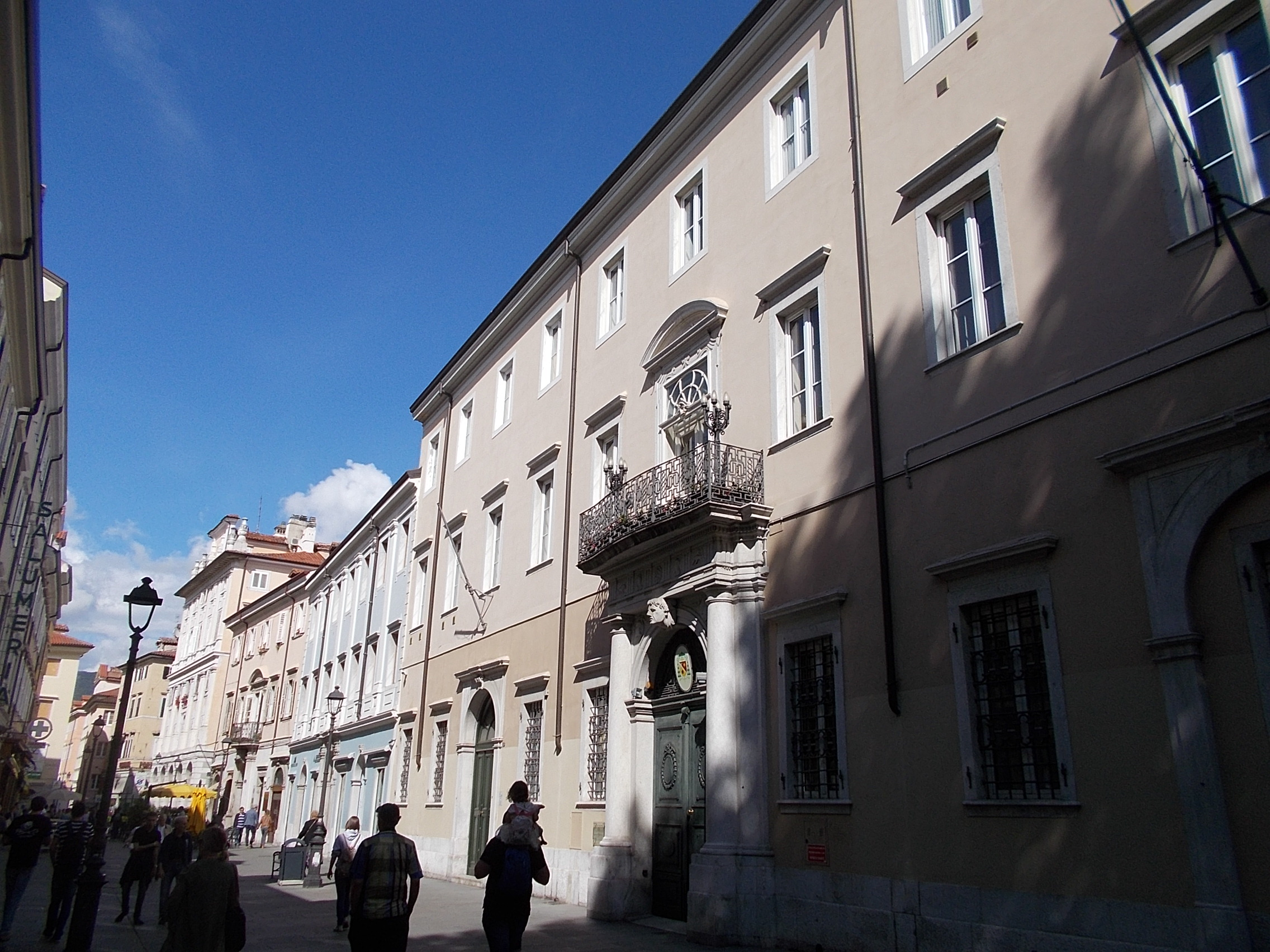
Der Palazzo Vicco in Triest, Via di Cavana 16, letzter Wohnsitz von Fouché (2016)

Vom Verbannungsdekret des 12. Januar 1816 gegen die Königsmörder betroffen, emigrierte Fouché nach Österreich und durfte sich mit Metternichs Duldung zuerst in Prag und dann in Linz niederlassen. Dort beschäftigte er sich mit der Abfassung von Verteidigungsschriften über seine Vergangenheit und angeblich auch seinen Memoiren.
Wegen einer Lungenkrankheit gestattete ihm die österreichische Regierung die Übersiedelung nach Triest mit seinem milden Mittelmeerklima. Hier starb Fouché im Jahr 1820 und wurde in der dortigen Kathedrale beigesetzt. Er hinterließ seinen Kindern ein für damalige Zeit gewaltiges Vermögen von 14 Millionen Francs.

## Familie
Joseph Fouché heiratete 1792 in erster Ehe Bonne-Jeanne Coignaud (1763–1812).
Gemeinsame Kinder:
- Nièvre Fouché (1793–1794)
- Joseph-Liberté Fouché (1796–1862), 2. Herzog von Otranto
- Armand Fouché (1800–1878), 3. Herzog von Otranto
- Athanase Fouché (1801–1886), 4. Herzog von Otranto
- Joséphine-Ludmille Fouché (1803–1893)

In zweiter Ehe war Fouché ab 1815 verheiratet mit Ernestine de Castellane-Majastres (1788–1850). Die Ehe blieb kinderlos.

## Schriften
Fouché schrieb eine große Zahl politischer Pamphlete, zu den wichtigsten werden gezählt:
- Réflexions sur le jugement de Louis Capet (1793)
- Réflexions sur l’éducation publique (1793)
- Rapport et projet de loi relatif aux collèges (1793)
- Rapport sur la situation de Communes Affranchies (1794)
- Lettre aux préfets concernant les prêtres, etc. (1801)
- 1816 – Correspondence du Duc d’Otrante avec le Duc de ***. Première lettre. le Duc de *** = Duke of Wellington
- 1816 – Notice sur le duc d’Otrante : extraite et traduite de l’ouvrage allemand, sous le titre: „Zeitgenossen“ c.à.d. «Nos contemporains célèbres», no. III
- 1816 – Fouché de Nantes, sa vie privée
- 1824 – Mémoires de Joseph Fouché, duc d’Otrante, ministre de la police générale
- 1998 – Écrits révolutionnaires. Paris: Paris-Zanzibar ISBN 2-911314-10-7

## Filme
- Der Polizeiminister (1970), TV-Produktion, Regie Günter Gräwert, mit Ferdy Mayne als Polizeiminister Joseph Fouché
- Ein Abendessen mit dem Teufel (1992), Kammerspielfilm, Regie Édouard Molinaro, mit Claude Brasseur als Joseph Fouché
  - deutsch: Ein Abendessen mit dem Teufel